# 2017 na televisão norte-americana
A seguir há uma lista de eventos que afetam a televisão americana em 2017. Os eventos listados incluem estreias e finais de programas de televisão, e cancelamentos; lançamento, encerramento e rebrandings de canais; emissoras mudando de afiliação de rede; e informações sobre controvérsias e disputas de carregamento.

## Eventos notáveis

### Janeiro
| Data | Evento |
| ---- | --- |
| 1    | As emissoras da Hearst Television em 26 mercados são removidas da DirecTV devido as empresas não terem conseguido fechar um novo contrato de retransmissão. |
| 2–13 | As ex-âncoras do Today, Katie Couric e Meredith Vieira, juntam-se a Matt Lauer na mesa de âncora do Today, com Couric aparecendo na semana de 2 de janeiro e Viera na semana de 9 de janeiro. A aparência delas no programa são para ajudar a comemoração ao 20.º aniversário de Lauer no programa matinal da NBC, e também para ajudar a preencher o vazio deixado pela licença de maternidade da atual co-âncora Savannah Guthrie, e para marcar o 65.º aniversário do Today.                                                                                     |
| 3    | A NBC News anuncia a contratação de Megyn Kelly da Fox News, onde é aparesentadora do The Kelly File. Na NBC, ela irá apresentar um noticiário matinal e programa de discussão e uma revista eletrônica dominical, e é figurada para desempenhar um papel proeminente na cobertura da politica e de notícias principais. |
| 4    | A Comissão Federal de Comunicações (FCC) aprovou uma renúncia em suas regulações em que permite que a empresa mexicana Televisa aumente sua participação acionária na Univision Communications de 10% para 40%. Esta renúncia da lei de 1934, que aplica-se apenas a qualquer transação entre Televisa/Univision (a participação estrangeira em empresas de comunicação dos Estados Unidos é limitada em 25%), irá permitir que a Televisa expanda o seu tão procurado controle da Univision, que tem procurado maneiras de permanecer financeiramente competitiva. |
| 5    | Como parte de um novo contrato com a ESPN, Chris Berman renunciará ao seu papel como apresentador da programação de estúdio da NFL, assim como o Major League Baseball Home Run Derby. O apresentador de esportes, que trabalha na rede desde sua inauguração em 1979, irá continuar como comentarista para o Monday Night Countdown e chamará o MLB Division Series para a ESPN Radio. |
| 5    | A ex-âncora do Fox News Channel Greta Van Susteren é cotada para a programação da noite do canal rival MSNBC, onde ela irá apresentar o For the Record, um programa de notcías e análises às seis da tarde baseado em Washington, DC. O programa de Van Susteren, que estreará em 9 de janeiro, substituirá a transmissão do programa da Bloomberg Television With All Due Respect, que foi encerrado em dezembro de 2016. |

## Eventos futuros

### Janeiro
| Data | Evento |
| ---- | --- |
| 8    | A 74.ª edição dos Prêmios Globo de Ouro irá ao ar na NBC, com Jimmy Fallon como apresentador. |
| 18   | A 43.ª edição do People's Choice Awards irá ao ar na CBS, com Joel McHale como apresentador. |
| 29   | O concurso Miss Universo 2016 irá ser realizado no Mall of Asia Arena em Pasay, Grande Manila, Filipinas e transmitido na Fox e Azteca, com Steve Harvey como apresentador. Isso irá marcar a segunda vez que o concurso irá pular um ano desde o Miss Universo 2014, que aconteceu em Miami, Flórida em janeiro de 2015. |

### Fereiro
| Data | Evento                                                                              |
| ---- | ----------------------------------------------------------------------------------- |
| 5    | O Super Bowl LI irá ao ar na Fox.                                                   |
| 12   | A 59.ª edição do Grammy Awards irá ao ar na CBS com James Corden como apresentador. |
| 26   | A 89.ª edição do Óscar irá ao ar na ABC com Jimmy Kimmel como apresentador.         |

### Abril
| Data | Evento                                                 |
| ---- | ------------------------------------------------------ |
| 9    | A edição de 2017 do MTV Movie Awards irá ao ar na MTV. |

### Maio
| Data         | Evento |
| ------------ | --- |
| 21           | A edição de 2017 do Billboard Music Awards irá ao ar na ABC. |
| por anunciar | A franquia Star Trek retorna para a televisão no CBS All Access como uma nova série, com o subtítulo Discovery. Isso termina com a ausência de Star Trek na televisão desde Enterprise, que foi cancelado em 2005. |

### Junho
| Data | Evento |
| ---- | --- |
| 30   | Após uma carreira de 40 anos como repórter e âncora, incluindo o período de 25 anos como como âncora da KUSA-TV de Denver, Adele Arakawa sairá da afilida da NBC pertencente a empresa Tegna nesta data. |

## Programas de televisão

### Programas estreando em 2017
Estes programas estão programados para estrearem em 2017. As datas de estreia podem ser alteradas dependendo de uma variedade de fatores.
| Data de estreia   | Título                                        | Canal                | Fonte  |
| ----------------- | --------------------------------------------- | -------------------- | ------ |
| 1 de janeiro      | The Mick                                      | Fox                  | [ 18 ] |
| 1 de janeiro      | Ransom                                        | CBS                  | [ 19 ] |
| 6 de janeiro      | Emerald City                                  | NBC                  | [ 20 ] |
| 6 de janeiro      | One Day at a Time                             | Netflix              | [ 21 ] |
| 9 de janeiro      | Big Fan                                       | ABC                  | [ 22 ] |
| 12 de janeiro     | My Kitchen Rules                              | Fox                  | [ 23 ] |
| 15 de janeiro     | Victoria                                      | PBS                  | [ 24 ] |
| 15 de janeiro     | The Young Pope                                | HBO                  | [ 25 ] |
| 15 de janeiro     | Mickey and the Roadster Racers                | Disney Junior        |        |
| 22 de janeiro     | Hunted                                        | CBS                  | [ 19 ] |
| 26 de janeiro     | Riverdale                                     | The CW               | [ 26 ] |
| 2 de fevereiro    | Powerless                                     | NBC                  | [ 27 ] |
| 2 de fevereiro    | Ben 10                                        | Cartoon Network      | [ 28 ] |
| 2 de fevereiro    | Training Day                                  | CBS                  | [ 19 ] |
| 5 de fevereiro    | 24: Legacy                                    | Fox                  | [ 29 ] |
| 6 de fevereiro    | APB                                           | Fox                  | [ 23 ] |
| 8 de fevereiro    | Legion                                        | FX                   | [ 30 ] |
| 15 de fevereiro   | Doubt                                         | CBS                  | [ 19 ] |
| 19 de fevereiro   | Big Little Lies                               | HBO                  | [ 31 ] |
| 19 de fevereiro   | Crashing                                      | HBO                  | [ 32 ] |
| 19 de fevereiro   | The Good Fight                                | CBS / CBS All Access | [ 33 ] |
| 23 de fevereiro   | The Blacklist: Redemption                     | NBC                  | [ 27 ] |
| 27 de fevereiro   | Taken                                         | NBC                  | [ 27 ] |
| 5 de março        | Chicago Justice                               | NBC                  | [ 27 ] |
| 7 de março        | Trial & Error                                 | NBC                  | [ 27 ] |
| 17 de março       | Iron Fist                                     | Netflix              | [ 34 ] |
| 18 de abril       | Famous in Love                                | Freeform             | [ 35 ] |
| 25 de abril       | Great News                                    | NBC                  | [ 27 ] |
| por anunciar maio | Star Trek: Discovery                          | CBS / CBS All Access | [ 36 ] |
| por anunciar      | Downward Dog                                  | ABC                  | [ 37 ] |
| por anunciar      | The Son                                       | AMC                  | [ 38 ] |
| por anunciar      | The Terror                                    | AMC                  | [ 39 ] |
| por anunciar      | Big Hero 6                                    | Disney XD            | [ 40 ] |
| por anunciar      | Marvel's Spider-Man                           | Disney XD            | [ 41 ] |
| por anunciar      | Room 104                                      | HBO                  | [ 42 ] |
| por anunciar      | Cloudy with a Chance of Meatballs: The Series | Cartoon Network      | [ 43 ] |
| por anunciar      | Bill Nye Saves the World                      | Netflix              | [ 44 ] |
| por anunciar      | Dear White People                             | Netflix              | [ 45 ] |
| por anunciar      | Gypsy                                         | Netflix              | [ 46 ] |
| por anunciar      | The Magic School Bus 360.°                    | Netflix              | [ 47 ] |
| por anunciar      | Ozark                                         | Netflix              | [ 48 ] |
| por anunciar      | The Punisher                                  | Netflix              | [ 49 ] |
| por anunciar      | Santa Clarita Diet                            | Netflix              | [ 50 ] |
| por anunciar      | Stretch Armstrong                             | Netflix              | [ 51 ] |
| por anunciar      | True and the Rainbow Kingdom                  | Netflix              | [ 52 ] |

### Miniséries estreando em 2017
| Data de estreia | Título        | Canal   | Fonte  |
| --------------- | ------------- | ------- | ------ |
| 10 de janeiro   | Taboo         | FX      | [ 53 ] |
| por anunciar    | The Defenders | Netflix | [ 54 ] |

### Filmes para a televisão e especiais
| Data de estreia | Título               | Canal | Fonte  |
| --------------- | -------------------- | ----- | ------ |
| Início de 2017  | A Few Good Men Live  | NBC   | [ 55 ] |
| dezembro        | Bye Bye Birdie Live! | NBC   | [ 56 ] |

### Programas mundando de rede em 2017
| Programa  | Movido de       | Movido para | Fonte  |
| --------- | --------------- | ----------- | ------ |
| Nashville | ABC             | CMT         | [ 57 ] |
| Pokémon   | Cartoon Network | Disney XD   | [ 58 ] |

### Programas retornando em 2017
Os programas a seguir irão retornar com novos episódios depois de serem cancelados ou terminados anteriormente:
| Programa                     | Última transmissão | Canal anterior  | Novo/retornando no/mesmo canal | Data de retorno | Fonte  |
| ---------------------------- | ------------------ | --------------- | ------------------------------ | --------------- | ------ |
| The Celebrity Apprentice     | 2015               | NBC             | mesmo                          | 2 de janeiro    | [ 59 ] |
| Angelina Ballerina           | 2010               | PBS Kids        | por anunciar                   | por anunciar    | [ 60 ] |
| Barney & Friends             | 2010               | PBS Kids        | por anunciar                   | por anunciar    | [ 61 ] |
| Mystery Science Theater 3000 | 1999               | Syfy            | Netflix                        | por anunciar    | [ 62 ] |
| Twin Peaks                   | 1991               | ABC             | Showtime                       | por anunciar    | [ 63 ] |
| Young Justice                | 2013               | Cartoon Network | por anunciar                   | por anunciar    | [ 64 ] |
| Samurai Jack                 | 2004               | Cartoon Network | Adult Swim                     | por anunciar    | [ 65 ] |

### Programas encerrados em 2017
| Data de término | Programa                                 | Canal                            | Data de estreia | Estado    | Fonte         |
| --------------- | ---------------------------------------- | -------------------------------- | --------------- | --------- | ------------- |
| 6 de janeiro    | The Kelly File                           | Fox News Channel                 | 2013            | Encerrado | [ 66 ] [ 67 ] |
| 7 de janeiro    | Ultimate Spider-Man                      | Disney XD                        | 2012            | Encerrado | [ 41 ]        |
| 16 de janeiro   | Regular Show                             | Cartoon Network                  | 2010            | Encerrado | [ 68 ]        |
| 20 de janeiro   | Girl Meets World                         | Disney Channel                   | 2014            | Cancelado | [ 69 ]        |
| 25 de janeiro   | Salem                                    | WGN America                      | 2014            | Cancelado | [ 70 ]        |
| 10 de março     | The Vampire Diaries (série)              | The CW                           | 2009            | Encerrado | [ 71 ]        |
| 31 de março     | Grimm                                    | NBC                              | 2011            | Encerrado | [ 72 ]        |
| 12 de abril     | Duck Dynasty                             | A&E                              | 2012            | Encerrado | [ 73 ]        |
| por anunciar    | Bates Motel                              | A&E                              | 2013            | Encerrado | [ 74 ]        |
| por anunciar    | Orphan Black                             | BBC America                      | 2013            | Encerrado | [ 75 ]        |
| por anunciar    | Reign                                    | The CW                           | 2013            | Encerrado | [ 76 ]        |
| por anunciar    | Liv and Maddie                           | Disney Channel                   | 2013            | Encerrado | [ 77 ]        |
| por anunciar    | Bones                                    | Fox                              | 2005            | Encerrado | [ 78 ]        |
| por anunciar    | Pretty Little Liars (série de televisão) | Freeform                         | 2010            | Encerrado | [ 79 ]        |
| por anunciar    | Switched at Birth                        | Freeform                         | 2011            | Encerrado | [ 80 ]        |
| por anunciar    | The Strain                               | FX                               | 2014            | Encerrado | [ 81 ]        |
| por anunciar    | Girls                                    | HBO                              | 2012            | Encerrado | [ 82 ]        |
| por anunciar    | The Leftovers                            | HBO                              | 2014            | Encerrado | [ 83 ]        |
| por anunciar    | Teen Wolf                                | MTV                              | 2011            | Encerrado | [ 84 ]        |
| por anunciar    | Episodes                                 | Showtime                         | 2011            | Encerrado | [ 85 ]        |
| por anunciar    | Black Sails                              | Starz                            | 2014            | Encerrado | [ 86 ]        |
| por anunciar    | Harvey Beaks                             | Nickelodeon (canal de televisão) | 2015            | Cancelado | [ 87 ]        |

### Programas entrando emsyndicationem 2017
Uma lista de programas (atuais ou cancelados) que acumulam episódios suficientes (entre 65 e 100) ou temporadas (3 ou mais) para serem elegíveis para distribuição por syndication fora da rede original e/ou séries básicas de cabo.
| Programas          | Temporadas | Em produção | Fonte  |
| ------------------ | ---------- | ----------- | ------ |
| Mom                | 5          | yes         | [ 88 ] |
| The Goldbergs      | 5          | yes         | [ 89 ] |
| Brooklyn Nine-Nine | 5          | yes         | [ 90 ] |

## Redes e serviços

### Lançamento de redes
| Rede           | Tipo             | Data de lançamento | Notas |
| -------------- | ---------------- | ------------------ | --- |
| PBS Kids       | Multiprogramação | 16 de janeiro      | A franquia de programação infantil da PBS será expandida para um rede 24/7, disponível em algumas estações membras da PBS e através de aplicativos e serviços de streaming. Será o terceiro canal para crianças da PBS; o serviço operou um canal a cabo/satélite fundado com a DirecTV de 1999 a 2005, e formou uma parceria com a Comcast no Sprout de 2005 a 2013. |
| por determinar | Multiprogramação | por anunciar       | Lançado em subcanais de suas emissoras próprias, esta rede da Sinclair Broadcast Group irá ter conteúdos provenientes de vários parceiros premium na internet. |

### Fechamento de redes
| Rede                 | Tipo                  | Data de fechamento | Notas |
| -------------------- | --------------------- | ------------------ | --- |
| Northwest Cable News | Canal regional a cabo | 6 de janeiro       | Lançado em 1995, o encerramento do canal de notícias por cabo da Tegna Media, com sede em Seattle, nesta data, chega depois das aposentadorias ou aquisições contratuais de vários talentos de destaque e fora da tela em abril de 2016 e também ocorre num momento em que a audiência do canal diminuiu em face do aumento do consumo de notícias de outras plataformas fora a TV. Aproximadamente 20 funcionários serão afetados pelo fechamento da NWCN, com a empresa buscando oferecer cargos em outras estações da Tegna. |

## Emissoras de televisão

### Emissoras trocando a rede de afiliação
| Data         | Mercado                                           | Emissora | Canal | Afiliação anterior | Nova afiliação | Fonte          |
| ------------ | ------------------------------------------------- | -------- | ----- | ------------------ | -------------- | -------------- |
| 1 de janeiro | Boston, Massachusetts (Merrimack, Nova Hampshire) | WHDH     | 7.1   | NBC                | Independente   | [ 97 ]         |
| 1 de janeiro | Boston, Massachusetts (Merrimack, Nova Hampshire) | WBTS-LD  | 8.1   | Telemundo          | NBC            | [ 98 ]         |
| 1 de janeiro | Boston, Massachusetts (Merrimack, Nova Hampshire) | WNEU-DT2 | 60.2  | Telemundo          | NBC            | [ 98 ]         |
| 1 de janeiro | Wilmington, Carolina do Norte                     | WILM-LD  | 10.1  | CBS                | Independente   | [ 99 ] [ 100 ] |
| 1 de janeiro | Wilmington, Carolina do Norte                     | WWAY-DT2 | 3.2   | CW                 | CBS            | [ 99 ] [ 100 ] |
| 1 de janeiro | Wilmington, Carolina do Norte                     | WWAY-DT3 | 3.3   | Cozi TV            | CW             | [ 99 ] [ 100 ] |

## Mortes
| Data         | Nome        | Idade | Notabilidade                     | Fonte   |
| ------------ | ----------- | ----- | -------------------------------- | ------- |
| 5 de janeiro | Sam Lovullo | 88    | Produtor (co-criador de Hee Haw) | [ 101 ] |